# قلعة الطيور
قلعة الطيور أو قلعة الطير، وسميت أيضاً قلعة الزركشي لوجود قبر الشيخ محمد الزركشي أو (الزركجي) لقربها. وتقع في جانب الكرخ من بغداد ضمن محلة الكريمات اليوم.

## إشارات تأريخية
وقلعة الطير كانت تقع في الجانب الغربي من بغداد، إحتمى بها والي بغداد مرتضى باشا في حوادث سنة (1065ه‍ /1654م). وجرى في ساحة قلعة الطير (الكرخ) سنة (1160ه‍/1747م) تصديق ومبادلة معاهدة الصلح وكذلك تبادل الهدايا واعلنت بشائر السلام للخاص والعام بين المملكتين العثمانية والإيرانية، وتم تبادل السفراء فكان سفير الدولة العثمانية أحمد باشا الكسريه لي والي سيواس وسفير إيران مصطفى خان شاملو.
وكانت تسمى بالتركية (قوشلر قلعة سي) بمعنى قلعة الطير أو الطيور، وهي قلعة ذات أربع زوايا بديعة الشكل وموضعها عند رأس الجسر. وبناؤها بآجر شدادي ولها خندق ومحافظ وجنود. وان سبب شهرتها هو انه كان في ارضها دير قديم يرجع تاريخه إلى ما قبل الإسلام. وقلعة الزركشي أو قلعة الطيور هي من القلاع المندثرة في بغداد والتي كانت موجودة في جانب الكرخ (محلة الكريمات) وقد ذكرها أحد المؤرخين من رجال العهد التيموري وهو هبة الله محمد الديري الحنفي، في كتابه (الجدول الصفي من البحر الوفي) فقال عنها: ان تيمورلنك عندما فتح بغداد اعجب من قلعة الزركشي ومن بنيانها فأمر عليها وهدم اركانها ودمر اسواقها.وهي من القلاع الشهيرة المندثرة اليوم، والتي كانت قائمة في جانب الكرخ زمن السلطان العثماني سليمان القانوني عند مجيئه إلى العراق سنة (941هـ/1534م). وكان موضعها عند رأس الجسر الذي انشئ عام (1625هـ) ولها خندق ومحافظ وجنود.

## دير قلعة الطيور
```
وسبب تسميتها بقلعة الطير، هو انه كان في ارضها دير قديم في الجاهلية وكان يقيم في هذا الدير راهب ذكي فبنى برجاً عالياً ربى فيه الوف من الحمام 
الزاجل
، وكان يكتب بطاقات يخبر فيها 
البطريرك
 والقسيسين والرهبان المقيمين في اقاليم الأرض السبعة باحوال العراق 
والمدائن
 وهو يعلق البطاقة في عنق ذلك الطير الفطن فيطير إلى المكان المقصود ويصل إلى دار القسيس صديق الراهب فيبعث من الاخبار وغيرها جواباً لصاحبه.
[
8
]
```

## الموقع والأوصاف
وقد أشارت المصادر إلى موضع قلعة الطير من خلال توثيقها لجانب الكرخ من بغداد مايلي: الكرخ: ان جسر الزوارق يربط بغداد بربضها المسمى اليوم (ذاك الصوب) ويراد به الضفة المقابلة. وفي هذا المكان الذي كان فيه قلعة قديمة تسمى قلعة الطيور، والذي كانت فيه حامية خاصة، وقائد عسكري خاص، أحدثت بلدة صغيرة لها حماماتها ومساجدها وأسواقها. أي ان موقع هذه القلعة في جهة الكرخ وتقابلها عند الطرف الآخر من الجسر في جانب الرصافة القلعة الداخلية (مبنى وزارة الدفاع الحالي)، في محلة الجعيفر في الكرخ يقوم رباط الناصر لدين الله ويجاوره قبر سلجوقة خاتون زوجة الناصر لدين الله وبقربه بنيت قلعة الطير. وكانت مربعة الشكل مشيدة بالآجر مكشوفة نحو الشرق يحيط بها خندق وفيها حامية وقائد عسكري ومخزن لخزن العتاد (العدد الحربية) يدير شؤونها محافظ. وكانت المنطقة التي بالقلعة باديء الأمر بادية خالية من البناء، ولكن لحاجة جنود القلعة إلى أسواق وحمامات ومساجد فقد بنيت بلدة صغيرة وفرت للجنود تلك الاحتياجات وخدمات أخرى.